# Vannimai
Os Vannimai ou caciques Vanni eram divisões territoriais feudais governadas por caciques, a sul do Reino de Jafanapatão, no norte do atual Sri Lanca. Estes caciques surgiram no século XII, a par da idade de ouro dos reinos medievais tâmeis e na sequência do colapso do reino Rajarata. Estes caciques desenvolveram-se em regiões pouco povoadas e eram governados por vanniars. Enquanto prolongamento do território do reino, estes caciques foram, durante a maior parte da sua existência, subordinados do reino, ao qual prestavam tributo. Em 1619, o reino de Jafanapatão foi conquistado pelos portugueses e os caciques passaram a prestar tributo ao Ceilão Português. A colónia portuguesa foi mais tarde conquistada pelos holandeses, domínio a que os vários caciques começaram a resistir.